# Лабскаус
Лабска́ус (нем. Labskaus, дат. labskovs) — традиционное блюдо из мелко нарубленного мяса (солонины) и овощей. Обычная еда матросов Северной Европы времён парусного флота.
Первое упоминание лабскауса относится к 1701 году. Название блюда произошло от норвежского «легко глотаемое». По легенде измученные цингой матросы не могли жевать твёрдые продукты. Также существует мнение о происхождении слова от латышского labs kausis или литовского labas káuszas — горшок с едой. От лабскаус (англ. scouse) происходит разговорное название жителей Ливерпуля и окрестностей — скауз. В США лабскаус в написании lobscouse в 1957 году считался одним из самых частых блюд, которые готовили на камбузах в Новой Англии.
Для приготовления классического лабскауса говяжья солонина отваривается в воде и пропускается через мясорубку вместе с маринованной свёклой, маринованной сельдью, маринованными огурцами и луком, а иногда и салом. Полученная масса тушится на свином сале, затем доводится до кипения в огуречном рассоле или бульоне. В конце добавляется размятый отварной картофель. Лабскаус подают с рольмопсами, глазуньей и маринованным огурцом.
Лабскаус, приготовленный с добавлением свёклы и других дополнительных ингредиентов, можно обнаружить в меню многих ресторанов Шлезвига-Гольштейна и приграничных к нему областей Дании, в Бремене, Гамбурге и северной части Нижней Саксонии. Имеются региональные различия: в Мекленбурге в лабскаус не добавляют ни сельдь, ни маринованные овощи, в Дании и Бремене солонину заменяют свежей говядиной или свининой.
Известно, что лабскаус числился в любимых блюдах у канцлера ФРГ Гельмута Шмидта. Помимо ментоловых сигарет, которые предпочитал заядлый курильщик Шмидт, на его могилу на Ольсдорфском кладбище приносят и банки консервированного лабскауса.